# 마합도
마합도(麻哈島)는 황해남도 옹진군의 섬이다.

## 상세
지리적으로 옹진반도 바로 옆에 위치한다. 북한은 이곳에 해안포 기지를 구축하였으며, 마합도 방어대라고 명명하였다. 백령도에서 대략 18km 정도 떨어져 있다.
1995년에 대한민국 해군 고속정에 위협 포사격을 이곳에서 가한 적이 있다.